# Lekkoatletyka na Letnich Igrzyskach Olimpijskich 2008 – bieg na 400 m przez płotki kobiet
Bieg na 400 m przez płotki kobiet – jedna z konkurencji lekkoatletycznych rozegranych podczas XXIX Letnich Igrzysk Olimpijskich w Pekinie rozegrana w dniach 17–20 sierpnia 2008 roku.

## Terminarz
Według czasu w Chinach (UTC+8)
| Data                           | Czas        | Runda    |
| ------------------------------ | ----------- | -------- |
| Niedziela, 17 sierpnia 2008    | 20:10-20:42 | Runda 1  |
| Poniedziałek, 18 sierpnia 2008 | 20:45-21:00 | Półfinał |
| Środa, 20 sierpnia 2008        | 22:35-22:40 | Finał    |

## Przebieg zawodów

### Runda 1
| Poz. | Wyścig | Zawodnik              | Kraj              | Czas    | Uwagi |
| ---- | ------ | --------------------- | ----------------- | ------- | ----- |
| 1    | 3      | Melaine Walker        | Jamajka           | 54.46   | Q     |
| 2    | 4      | Jekaterina Bikert     | Rosja             | 55.15   | Q     |
| 3    | 3      | Anastazja Rabczeniuk  | Ukraina           | 55.18   | Q     |
| 4    | 2      | Tasha Danvers         | Wielka Brytania   | 55.19   | Q, SB |
| 5    | 3      | Tsvetelina Kirilova   | Bułgaria          | 55.22   | Q, PB |
| 6    | 2      | Anastazja Ott         | Rosja             | 55.34   | Q     |
| 7    | 4      | Anna Jesień           | Polska            | 55.35   | Q     |
| 8    | 1      | Tiffany Ross-Williams | Stany Zjednoczone | 55.51   | Q     |
| 9    | 1      | Irina Obedina         | Rosja             | 55.71   | Q     |
| 10   | 2      | Nickiesha Wilson      | Jamajka           | 55.75   | Q     |
| 11   | 1      | Satomi Kubokura       | Japonia           | 55.82   | Q, SB |
| 12   | 4      | Zuzana Hejnová        | Czechy            | 55.91   | Q     |
| 13   | 3      | Queen Harrison        | Stany Zjednoczone | 55.96   | q     |
| 14   | 2      | Angela Moroșanu       | Rumunia           | 56.07   | q, SB |
| 15   | 2      | Sheena Tosta          | Stany Zjednoczone | 56.12   | q     |
| 16   | 3      | Aïssata Soulama       |                   | 56.37   | q     |
| 17   | 1      | Shevon Stoddart       | Jamajka           | 56.52   |       |
| 18   | 2      | Nikolina Horvat       | Chorwacja         | 56.65   |       |
| 19   | 4      | Tatiana Azarova       | Kazachstan        | 56.88   |       |
| 20   | 4      | Muna Jabir Adam       | Sudan             | 57.16   |       |
| 21   | 1      | Ieva Zunda            | Łotwa             | 57.43   |       |
| 22   | 1      | Lucimar Teodoro       | Brazylia          | 57.68   |       |
| 23   | 4      | Josanne Lucas         | Trynidad i Tobago | 57.76   |       |
| 24   | 3      | Carole Kaboud Mebam   | Kamerun           | 57.81   |       |
| 25   | 2      | Michelle Carey        | Irlandia          | 57.99   |       |
| 26   | 4      | Laia Forcadell        | Hiszpania         | 58.64   |       |
| 27   | 3      | Galina Pedan          | Kirgistan         | 1:00.31 |       |

### Półfinał
| Poz. | Wyścig | Zawodnik              | Kraj              | Czas  | Uwagi |
| ---- | ------ | --------------------- | ----------------- | ----- | ----- |
| 1    | 1      | Sheena Tosta          | Stany Zjednoczone | 54.07 | Q     |
| 2    | 2      | Melaine Walker        | Jamajka           | 54.20 | Q     |
| 3    | 1      | Tasha Danvers         | Wielka Brytania   | 54.31 | Q, SB |
| 4    | 1      | Anna Jesień           | Polska            | 54.36 | Q     |
| 5    | 1      | Jekaterina Bikert     | Rosja             | 54.38 | Q     |
| 6    | 2      | Anastazja Rabczeniuk  | Ukraina           | 54.60 | Q, PB |
| 7    | 1      | Nickiesha Wilson      | Jamajka           | 54.67 |       |
| 8    | 1      | Anastazja Ott         | Rosja             | 54.74 | PB    |
| 9    | 2      | Tiffany Ross-Williams | Stany Zjednoczone | 54.99 | Q     |
| 10   | 2      | Zuzana Hejnová        | Czechy            | 55.17 | Q     |
| 11   | 2      | Aïssata Soulama       |                   | 55.69 | SB    |
| 12   | 2      | Irina Obedina         | Rosja             | 55.69 |       |
| 13   | 2      | Queen Harrison        | Stany Zjednoczone | 55.88 |       |
| 14   | 2      | Tsvetelina Kirilova   | Bułgaria          | 55.97 |       |
| 15   | 1      | Satomi Kubokura       | Japonia           | 56.69 |       |
| 16   | 1      | Angela Moroșanu       | Rumunia           | 57.67 |       |

### Finał
| Poz.   | Linia | Zawodnik              | Kraj              | Reakcja | Czas  | Uwagi  |
| ------ | ----- | --------------------- | ----------------- | ------- | ----- | ------ |
| Złoto  | 6     | Melaine Walker        | Jamajka           | 0.236   | 52.64 | OR, NR |
| Srebro | 5     | Sheena Tosta          | Stany Zjednoczone | 0.191   | 53.70 |        |
| Brąz   | 7     | Tasha Danvers         | Wielka Brytania   | 0.189   | 53.84 | PB     |
| 4      | 4     | Anastazja Rabczeniuk  | Ukraina           | 0.248   | 53.96 | PB     |
| 5      | 9     | Anna Jesień           | Polska            | 0.206   | 54.29 | SB     |
| 6      | 2     | Jekaterina Bikert     | Rosja             | 0.193   | 54.96 |        |
| 7      | 3     | Zuzana Hejnová        | Czechy            | 0.195   | 54.97 |        |
| 8      | 8     | Tiffany Ross-Williams | Stany Zjednoczone | 0.184   | 57.55 |        |

(OR = Rekord olimpijski; NR = Rekord kraju; PB = Rekord osobisty; SB = Najlepszy wynik w sezonie)